# Alfred E. Goodey

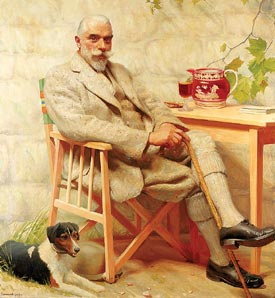
Alfred E. Goodey

Alfred E. Goodey, född 1878, död 1945, var en engelsk konstsamlare och filantrop. Han donerade sin samling av mer än sex hundra målningar och teckningar till Derby Museum and Art Gallery.
Goodey började sin samling år 1886, och sökte alla slags Derbyrelaterade konstverk, så även i Amerika.  Han samlade oljemålningar och akvareller, grafik och fotografier.
Goodney samlade både genom att köpa äldre verk och att prenumerera på  målningar från artister av sin egen tid som Ernest Townsend.
Samlingen omfattar målningar från två århundraden, och de erbjuder en unik överblick över Derbys utveckling, industrialisering, krig, bränder och översvämningar.  Han donerade största delen av sin samling till museet år 1936, men fortsatte att skaffa mer konst. När Goodey omkom 1945 fick museet den andra delen av samlingen. Hundra verk av samlingen har sammanställts i en bok, som presenterar Derby genom konsthistorien. I boken presenteras konstnärer som Ernest Townsend, Alfred Keene, Frank Gresley, William Austin, Walter Talent och Claude T. Stansfield Moore.